# James Stewart (acteur)
James Maitland (Jimmy) Stewart (Indiana (Pennsylvania), 20 mei 1908 – Beverly Hills (Californië), 2 juli 1997) was een Amerikaans filmacteur, die een zeer grote populariteit genoot onder het publiek. Stewart speelde voornamelijk alledaagse all-American rollen, veelal vriendelijke, beleefde, ietwat slungelige of verlegen karakters. Hij speelde in veel films die nu als klassiekers worden beschouwd, waaronder Frank Capra's It's a Wonderful Life en Mr. Smith Goes to Washington en Alfred Hitchcocks Rear Window en Vertigo. Stewart is vijf keer genomineerd voor een Oscar, waarvan hij er één heeft gewonnen. In 1984 kreeg hij een ere-Oscar. Hoewel zijn roepnaam Jimmy was, stond tijdens zijn loopbaan als acteur bij de aftiteling altijd zijn officiële voornaam James vermeld.

## Biografie
Stewart werd in 1908 geboren in Indiana, Pennsylvania. Hij studeerde in 1932 af aan de Universiteit van Princeton, waarna hij lid werd van Joshua Logans University Players, een toneelgezelschap waarvan behalve hij en Logan ook onder anderen Henry Fonda en Margaret Sullavan lid waren. In 1932 verhuisde hij met Fonda naar New York, waar ze kleine rolletjes kregen in Broadway-producties, waaronder Page Miss Glory en Yellow Jack.

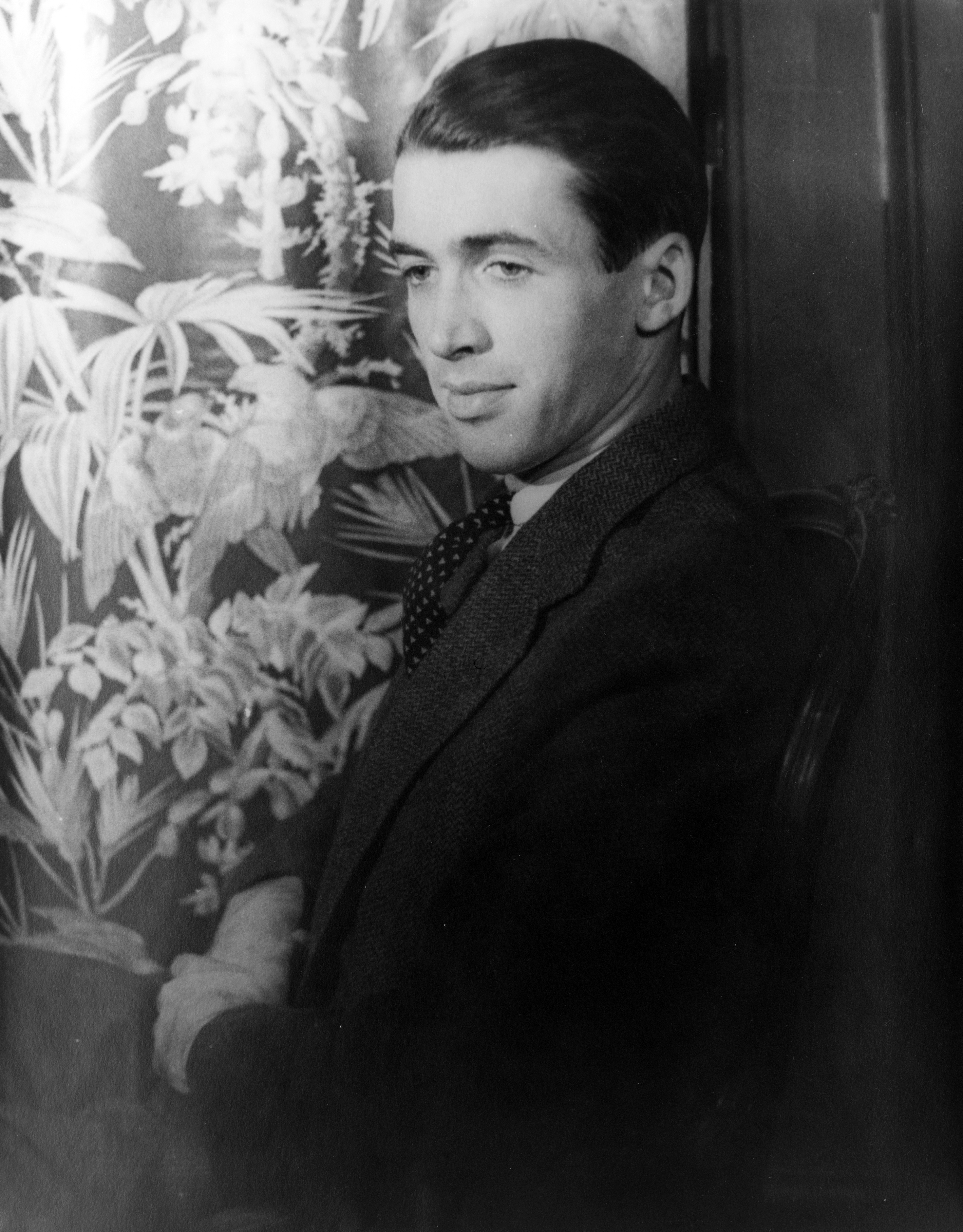
Foto uit 1934

Hiermee trok hij de aandacht bij filmstudio MGM, die hem een contract aanbood. Zijn eerste filmrol was in The Murder Man met Spencer Tracy, gevolgd door het succesvollere Rose-Marie. Zijn eerste belangrijke rol was naast ex-University Player Margaret Sullavan in Next Time We Love uit 1936, gevolgd door de rol van psychotische moordenaar in After the Thin Man.
In 1938 begon Stewart een succesvolle samenwerking met regisseur Frank Capra met de film You Can't Take It with You, die in 1939 de Oscar voor beste film kreeg. In 1939 werkte hij weer samen met Capra in Mr. Smith Goes to Washington, wat zijn doorbraak bij het grote publiek betekende. De film viel zeer in de smaak, zowel bij het publiek als bij de recensenten, en leverde Stewart zijn eerste Oscarnominatie voor beste acteur. Datzelfde jaar speelde Stewart in zijn eerste western, Destry Rides Again.
In 1940 speelde hij naast Margaret Sullavan in de succesvolle romantische komedie The Shop Around the Corner van Ernst Lubitsch en in de anti-nazifilm The Mortal Storm. Ook was hij datzelfde jaar te zien naast Katharine Hepburn en Cary Grant in The Philadelphia Story van George Cukor. Voor deze rol kreeg hij zijn enige Oscar.
In 1941 ging hij bij het leger om te dienen in de Tweede Wereldoorlog, de eerste acteur die dit deed. Eerst zou hij geweigerd worden door de United States Army Air Forces omdat hij een paar pond te licht zou zijn, maar hij wist de rekruteringsofficier over te halen om dit te negeren. Stewart werd piloot van een bommenwerper en voerde veel missies uit boven Duitsland. Voor zijn daden in het leger is hij vele malen onderscheiden, waaronder met de Distinguished Flying Cross, de Croix de guerre en zeven sterren. Als kolonel werd hij ook onderscheiden met de Army Distinguished Service Medal. In 1959 diende hij nog bij de Air Force Reserve. Pas in 1968 trok hij zich terug uit het leger. In zijn laatste missie vloog hij een B-52 Stratofortress over Noord-Vietnam. Hij was toen brigadegeneraal.
In 1946 werkte hij voor de derde en laatste keer samen met Frank Capra in de Kerstmisklassieker It's a Wonderful Life. Stewart speelde hierin een vooraanstaande bankier, die teleurgesteld in het leven gedreven wordt tot zelfmoord, maar met behulp van een engel zijn leven moet evalueren en de waarde van het leven leert inzien. Tegenwoordig wordt deze rol gezien als zijn populairste en meest geliefde rol, maar ten tijde van zijn release was het een flop. Pas in zijn tweede leven als jaarlijks terugkerende kerstfilm op de Amerikaanse televisie kreeg deze film zijn klassiekerstatus.
In 1948 werkte Stewart voor het eerst samen met de Britse filmregisseur Alfred Hitchcock in Rope. In 1950 speelde hij ook de hoofdrol in de komedie Harvey, over een excentriekeling en zijn bijzondere vriendschap met een groot, onzichtbaar konijn. Deze rol had hij daarvoor al met succes vertolkt in de toneelversie van het stuk, van 1947 tot 1950.
In de jaren vijftig werkte hij vaak samen met westernregisseur Anthony Mann, waaronder in Winchester '73 (1950), Bend of the River (1952), The Naked Spur (1953), The Far Country (1954) en The Man from Laramie (1955). Ook maakte hij drie films met Hitchcock, te beginnen met Rear Window uit 1954. Hierin speelde hij een fotograaf die met een gebroken been aan zijn kamer gebonden is, en gaat spioneren bij de buren. In 1956 speelde hij in The Man Who Knew Too Much en in 1958 in Vertigo, volgens velen Hitchcocks meest persoonlijke film.

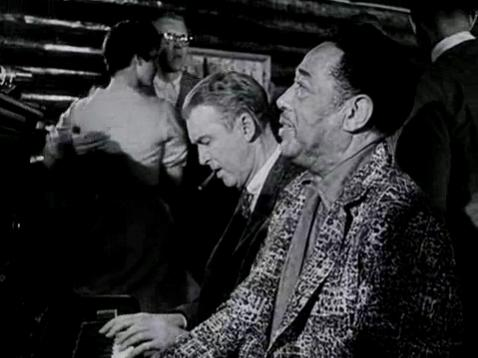
James Stewart en Duke Ellington in Anatomy of a Murder

Ook in films van andere grootheden was hij te zien. In 1952 was hij te zien in The Greatest Show on Earth van Cecil B. DeMille. De film won dat jaar de Academy Award voor Beste Film. In 1957 speelde hij Charles Lindbergh in The Spirit of St. Louis van Billy Wilder. In 1959 was hij te zien in Anatomy of a Murder van Otto Preminger, waarvoor hij zijn vijfde en laatste Oscarnominatie kreeg. Met regisseur John Ford en populaire westernacteurs John Wayne en Lee Marvin maakte hij The Man Who Shot Liberty Valance uit 1962. Datzelfde jaar had hij ook een hit met de komedie Mr. Hobbs Takes a Vacation van Henry Koster.
Sinds de jaren zeventig was hij nog maar sporadisch in films te zien. Hij speelde wel nog mee in John Waynes laatste film The Shootist (1976), in de 1978 remake van The Big Sleep uit 1946, en in een bijrol in de serie North and South (1986). Zijn laatste jaren schreef hij vooral veel poëzie. In 1984 kreeg hij een ere-Oscar voor zijn gehele oeuvre en in 1995 werd het Jimmy Stewart Museum geopend in zijn geboorteplaats. Stewart stierf op 2 juli 1997, een dag na de acteur Robert Mitchum. Hij werd 89 jaar oud. Hij werd begraven in Forest Lawn Memorial Park Glendale.

## Privéleven
- Op 9 augustus 1949 trouwde hij met voormalig model Gloria Hatrick McLean. Hij was toen 41 jaar oud. Ze bleven samen tot haar dood op 16 februari 1994. Ze kregen een tweeling, Judy en Kelly, op 7 mei 1951. Gloria had nog twee zoons uit een eerder huwelijk, Michael en Ronald. Ronald sneuvelde in 1969 in de Vietnamoorlog.
- James Stewart had een stotterprobleem, waardoor hij een typische verlegen manier van spreken had, wat aan zijn populariteit bijdroeg.[3]

## Militaire loopbaan

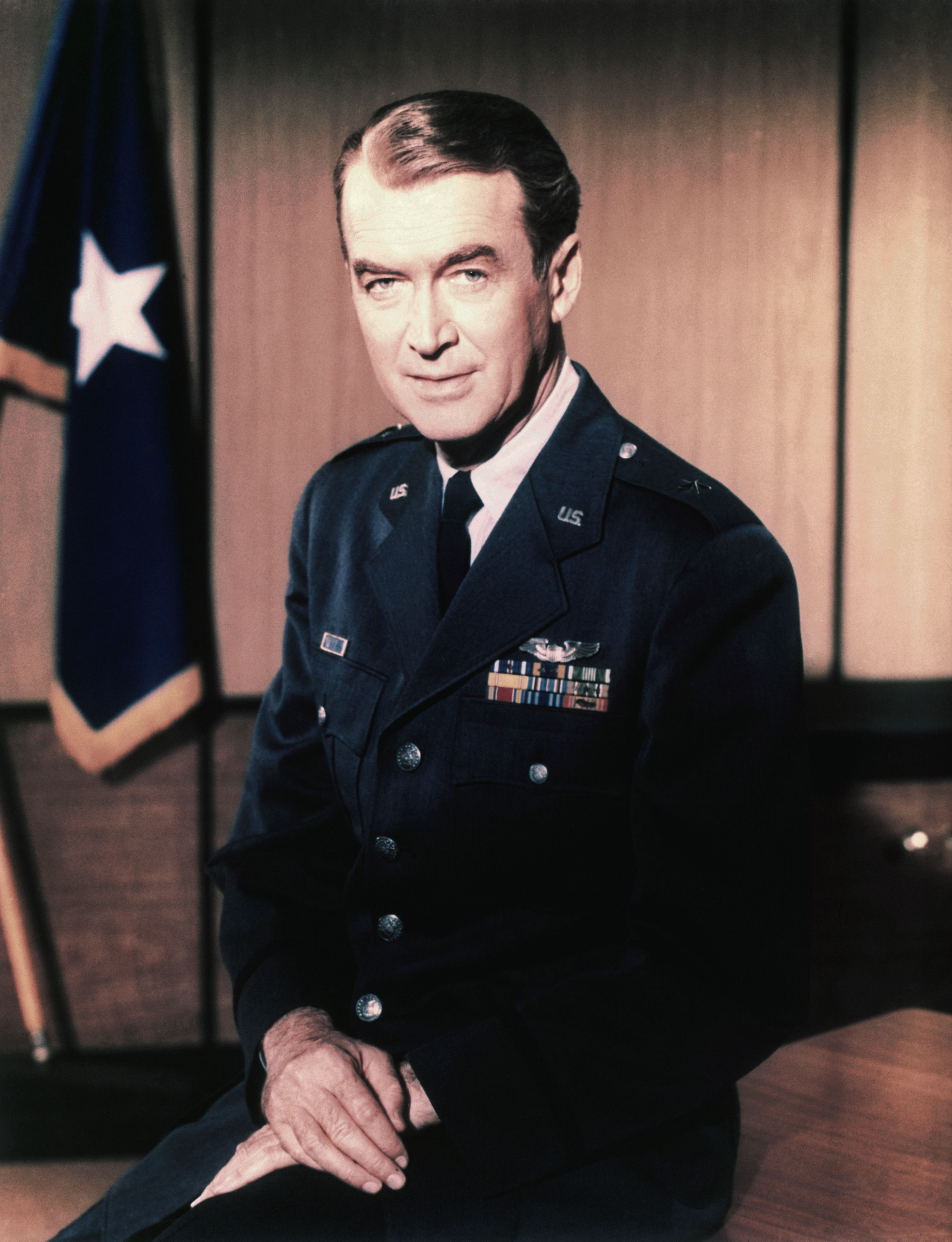
Brigadegeneraal James Stewart in 1968

- Soldaat: 1941[4]
- Tweede luitenant: 19 januari 1942[4]
- Eerste luitenant: 7 juli 1942[4]
- Kapitein: 9 juli 1943[4]
- Majoor: 7 januari 1944[4]
- Luitenant-kolonel: 3 juni 1944[4]
- Tijdelijk kolonel: 29 maart 1945[4]
- Kolonel: 1953[4]
- Brigadegeneraal: 23 juli 1959[4]
- Generaal-majoor: 1985

## Decoraties
- Distinguished Flying Cross met 1 bronzen Eikenloof cluster in februari 1944[4]
- Croix de guerre (Frankrijk) in 1944[4]
- Air Medal met 3 bronzen Eikenloof clusters[4]
- American Defence Service Medal[4]
- Amerikaanse Campagne Medaille[4]
- Europa-Afrika-Midden Oosten Campagne Medaille[4]
- World War II Victory Medal[4]